# Barengou Nongchang
Barengou Nongchang är en bondby i Kina. Den ligger i provinsen Jilin, i den nordöstra delen av landet, omkring 370 kilometer öster om provinshuvudstaden Changchun. Antalet invånare är 1 153. Befolkningen består av 550 kvinnor och 603 män. Barn under 15 år utgör 10,0 %, vuxna 15-64 år 80 %, och äldre över 65 år 9,0 %.
Runt Barengou Nongchang är det ganska glesbefolkat, med 28 invånare per kvadratkilometer. Det finns inga andra samhällen i närheten. I omgivningarna runt Barengou Nongchang växer i huvudsak blandskog.
Genomsnittlig årsnederbörd är 897 millimeter. Den regnigaste månaden är juli, med i genomsnitt 198 mm nederbörd, och den torraste är januari, med 6 mm nederbörd.